# Acanthostega
Acanthostega je rod vyhynulých čtyřnožců, kteří patřili mezi první obratlovce s diferenciovanými končetinami. Poprvé se tito živočichové objevili během pozdního devonu asi před 365 miliony let. Z anatomického hlediska tvořili přechod mezi svaloploutvými nozdratými rybami a živočichy zcela přizpůsobenými přechodu na souš.

## Popis
Tento šedesáticentimetrový živočich měl osm prstů na obou předních končetinách (počet prstů na nohou nebyl zjištěn), neměl zápěstí a obecně nebyl pohybu po zemi přizpůsoben příliš dobře. Jeho ramenní kloub a kostra přední končetiny se také výrazně podobaly rybím. Přední končetiny acanthostegy se v lokti neohýbaly dopředu, a tak na ně zvíře nemohlo přenést více váhy. Živočich je proto využíval především k pohybu ve vodě nebo se jimi přidržoval vodních rostlin. Acanthostega patří k prvním živočichům, jejichž tělesná stavba svědčí o přesunu hlavního centra pohybu na pánevní pletenec. Pletenec pánevní acanthostegy prošel mnoha morfologickými změnami, aby dokázal váhu těla tohoto živočicha unést. V raných vývojových fázích byly obě strany pletence oddělené. U acanthostegy se už však obě části uprostřed spojují. Toto spojení pánev posílilo a umožnilo jí odolávat gravitaci ve chvíli, kdy už tělo živočicha nenadnášela voda. Acanthostega měla také podobně jako ryby kryté žábry. Měla i plíce, žebra ovšem bylo příliš krátká na to, aby hrudní dutině na souši dodávala potřebnou oporu.

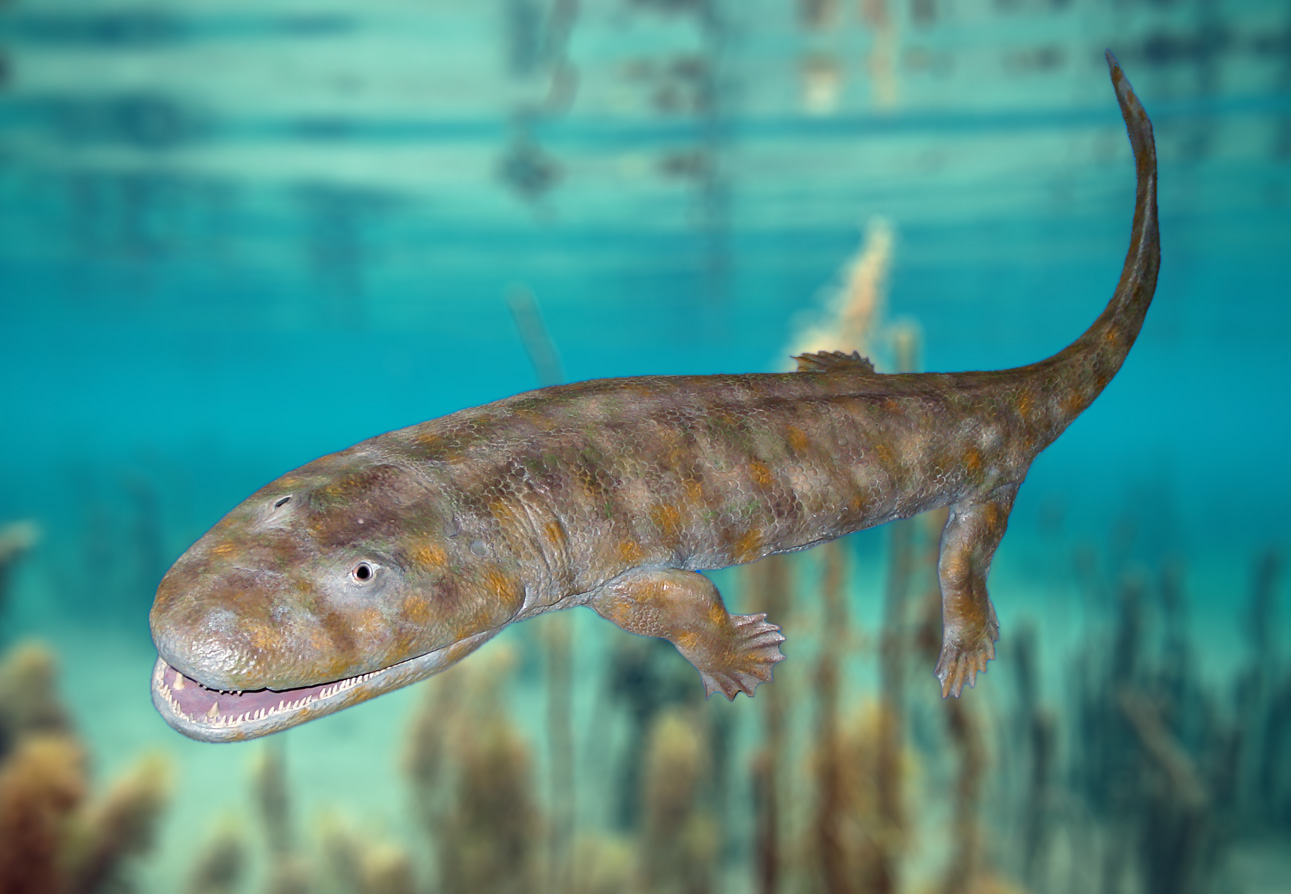
Zrekonstruovaná podoba acanthostegy ve Státním muzeu přírodních věd ve Stuttgartu

Tito živočichové žili pravděpodobně v mělkých bažinách s hustým porostem vodních rostlin, kde se jejich končetiny začaly pomalu přizpůsobovat chůzi po pevnině. Jennifer A. Clacková se domnívá, že Acanthostega byla vodním živočichem, který se vyvinul z ryb a nikdy neopustil vodní prostředí, u nějž se vyvinuly znaky, které se později dobře hodili k životu na souši.
V tomto evolučním období se dařilo listnatým rostlinám, jejichž listy opadávaly do vody a přitahovaly tak do teplých mělčin chudých na kyslík, kam by se větší ryby nedostaly, drobnou kořist. Clacková upozorňuje na to, jak se dolní čelist acanthostegy liší od čelisti ryb, které mají dvě řady zubů. Čelist acanthostegy má velký počet malých zubů ve vnější řadě a dva velké tesáky a některé menší zuby v řadě vnitřní. Tento rozdíl pravděpodobně odpovídá tomu, že čtyřnožci v této době přestali požírat svou kořist výhradně ve vodě, ale začali se s ní vynořovat z vody a přesunovat se i s potravou na souši.
Ačkoli je Acanthostega obvykle pokládána za primitivnější vývojový stupeň než ichthyostega, je možné, že tomu bylo naopak. Vzhledem k tomu, že Acanthostega připomíná juvenilní ichthyostegu a vykazuje mnohem méně rozdílů mezi juvenilními stádii a dospělci, uvažuje se, že by Acanthostega mohla být neotenickým jedincem. Přestože se zdá, že tento živočich trávil celý svůj život ve vodě, jeho kost pažní vykazuje rysy, které se podobají pozdějším rysům humerů plně suchozemských čtyřnožcům (pažní kosti ichthyostegy se více podobají humerům raných ryb). To může znamenat, že se suchozemské rysy obratlovců vyvinuly dříve, než se původně předpokládalo.
Výzkum švů na lebce acanthostegy ukazuje, že byl tento druh schopen požírat kořist na břehu nebo v jeho blízkosti. Badatelé Markey a Marshall porovnali lebku acanthostegy s lebkami ryb, které využívají sání jako hlavní způsob lovu kořisti, a s lebkami zvířat, která svou kořist usmrcovala kousnutím tak, jako to dělá většina suchozemských živočichů. Jejich výsledky ukazují, že Acanthostega byl přizpůsobena tomu, co označují jako „suchozemský způsob příjmu potravy“, což silně podporuje hypotézu, že se tento typ příjmu potravy poprvé objevil vodních živočichů. Pokud je tato hypotéza správná, ukazuje, že Acanthostega byla zvíře, které žilo v mělkých vodách, bylo dobře přizpůsobeno lovu a tvořilo evoluční přechod mezi vodními a suchozemskými živočichy. Novější výzkumy také ukazují, že je možné, že se Acanthostega vyvinula z předka, který byl životu na souši přizpůsoben lépe než ona samotná.

## Objev
Zkamenělé pozůstatky jsou obecně dobře zachovalé. Slavná fosilie, díky níž byl objasněn význam tohoto druhu, byla objevena Jennifer A. Clackovou ve východním Grónsku v roce 1987, ačkoli několik úlomků lebky objevili již v roce 1933 Gunnar Säve-Söderbergh a Erik Jarvik.

## Evoluce

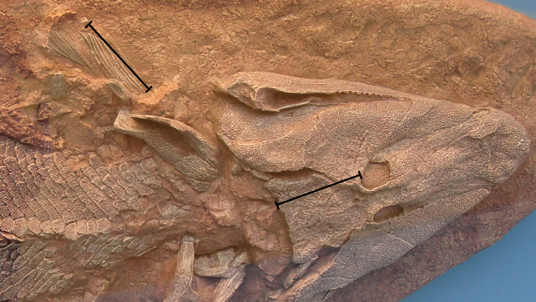
Lebka

Vývoj acanthostegy souvisel s prudkými evolučními změnami v pozdním devonu, které ovlivnily zejména čistě vodní čtyřnožce, jejichž evoluční potomci vykazují zvýšenou schopnost dýchat vzduch, s čímž souvisí také adaptace jejich čelistí, žaber a svalů krku. Ta jim umožnila volnější pohyb hlavy, než jak je tomu u ryb. Tyto změny byly zaznamenány již u staršího rodu Tiktaalik. Jedinci tohoto rodu se stejně jako Ichthyostega dokázali lépe pohybovat na souši, jsou ale považování primárně za vodní živočichy.
V pozdním devonu se u obratlovců, jejichž evolučními předky byly pelagické nozdraté ryby, vyvinula celá řada specializovaných znaků. Patřily k nim rody Panderichthys, obývající bahnité mělčiny, a Tiktaalik s končetinami podobnými ploutvím, díky nimž jeho zástupci mohli opustit vodu. Dále čtyřnožci jako Acanthostega, která měla osmiprsté nohy, a Ichthyostega s pětiprstými vyvinutými končetinami. 